# Burgruine Oberleipe
Die Burgruine Oberleipe im  polnischen Lipa Górna ist eine teils wiederaufgebaute Burgruine.

## Geschichte
Vermutlich stammt eine erste Burg am heutigen Ort aus dem 13. Jahrhundert. Im 17. Jahrhundert wurde die Burg umgebaut, aber 1821 wieder teils abgerissen.
Ab 1834 ließ Freiherr von Stillfried-Rattonitz einen Neubau errichten, wobei Trümmer des Vorgängerbaus stehen blieben. Diese Trümmer lassen eine quadratische Küche mit Schlot erkennen, einige gewölbte Räume und ein Renaissance-Portal. Die Vorburg stammt aus dem 14. Jahrhundert und wurde im 19. Jahrhundert neugotisch ausgebaut. Nach Zerstörungen infolge des Zweiten Weltkriegs wurde die Ruine ab 1973 saniert.